# Adalbéron III de Metz
Pour les articles homonymes, voir Adalbéron.
Adalbéron III dit le pacifique a été évêque de Metz de 1047 à 1072.

## Biographie
Il est le fils du comte Frédéric de Luxembourg.
Il a été l'un des précepteurs de son cousin Bruno d'Eguisheim-Dagsbourg qui deviendra le pape Léon IX.
En 1047, il succède à son oncle Thierry de Luxembourg comme évêque de Metz.
Il est mort le 13 novembre 1072 et a été inhumé dans l'église Saint-Sauveur de Metz.